# Lupita Jones

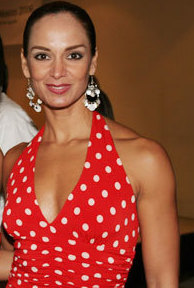
Lupita Jones

María Guadalupe Jones Garay (ur. 6 września 1967 w Mexicali, Meksyk). Pierwsza meksykanka, która zdobyła tytuł Miss Universe w roku 1991.
Reprezentując stan Baja California zwyciężyła w konkursie Señorita México (Miss Meksyku) we wrześniu 1990 roku.
Została wydelegowana na Miss Universe, gdzie 17 maja 1991 r. w Las Vegas zdobyła koronę, pokonując reprezentantki Holandii i ZSRR.